# Milionia meforana
Milionia meforana är en fjärilsart som beskrevs av Rothschild 1897. Milionia meforana ingår i släktet Milionia och familjen mätare. Inga underarter finns listade i Catalogue of Life.